# Thang Long
Carska citadela Thang Long (vijetnamski: Hoàng thành Thăng Long), kasnije poznata kao Hanoijska citadela je citadela u gradu Hanoiju, koja je bila prijestolnicom vijetnamskih dinastija (Đại Việt) Lý (1010. – 1225.), Trần (1225. – 1400.), Lê (1428. – 1789.) i Nguyễn. 
Izgrađena je za dinastije Ly oko 1010. godine na ostacima kineske utvrde iz 7. stoljeća i ostala je vijetnamskom kraljevskom rezidencijom sve do 1810. godine kada je prijestolnicom postao grad Huế. Thang Long je od tada bio sjevernom citadelom vijetnamskih careva i 1805. godine je obnovljen u stilu francuskih utvrda arhitekta Vaubana.
Kraljevske palače i druge građevine carskog grada Thang Longa su krajem 19. stoljeća (1896. – 97.) uništile francuske kolonijalne snage. Preostale su tek poneke zgrade poput monumentalnog ulaza Đoan Môn, stubišta hrama Kinh Thiên, princezina palača Hậu Lâu, i tzv. "Tornja zastave Hanoija" (toranj visine 33.4 m iz 1812. godine; slika desno). Oni su 2010. godine upisan na UNESCO-ov popis mjesta svjetske baštine u Aziji i Oceaniji kao ostatk jedinstvene kulture jugoistočne Azije u kojoj su se miješali utjecaji kineske kulture sa sjevera i Čampa kulture s juga.
Na mjestu ostataka palače je 2008. godine izgrađena zgrada vijetnamskog parlamenta, Ba Đình. Prilikom izgradnje pronađeno je mnogo arheoloških ostataka, koji su danas u Vijetnamskom muzeju Povijesti (Hanoi), i zaključeno je kako je tek dio carskog grada Thăng Longa iskopan.
- Glavni ulaz Đoan Môn
- Princezina palača Hậu Lâu
- Sjeverna vrata Bắc Môn
- Kinh Thiên 1885. god.
- Stubište Kinh Thiena

## Vanjske poveznice
- IHT | Ruins of royal complex of Thang Long are excavated in Hanoi (engl.)
- Việt Nam News | Historic Thang Long Citadel explored članak od 21. prosinca 2008. god. (engl.)